# Alberico II de Spoleto
Alberico II de Spoleto (911 o 912 - Roma 31 de agosto del 954), fue un noble y militar italiano. Era hijo de Alberico I y de Marozia. Heredó (hacia el 925) el gran patrimonio de su abuelo, Teofilacto I.
En 932, el día que su madre se iba a casar por tercera vez con su cuñado Hugo de Arlés, rey de Italia, organizó una revuelta popular, expulsando de Roma y encerrando a su madre en un convento. 
Gobernó como señor absoluto imponiendo también su voluntad a su medio hermano, el papa Juan XI. Primero se alió con los bizantinos y más tarde con Hugo de Arlés, con quien se reconcilió, casándose en el 937 con Alda, hija de Hugo. El hijo de ambos, Octaviano, fue elegido papa con el nombre de Juan XII.
Roma vivió un periodo de tranquilidad después de una situación de anarquía. El poder religioso y civil fueron separados, y no se interfirió en las decisiones de la Iglesia, aunque se controló su actividad política.
Tras el fallecimiento de su esposa, vivió en concubinato con Estefanía, una dama de la nobleza romana, probablemente hermana del papa Juan XIII. Además de Octaviano, tuvo otros dos hijos: Donato y Gregorio.
Construyó el castillo de Tusculum y, aunque fue el fundador de la dinastía, no gozó del título de conde de Tusculum. Falleció el 31 de agosto de 954, tras lo cual, sus otros hijos y parientes, (los Crescenzi) se repartieron el patrimonio de Alberico, siendo señores del gobierno de Roma hasta 1012.